# Bill Robinson
Bill "Bojangles" Robinson, alla nascita William Luther Robinson (Richmond, 25 maggio 1878 – New York, 25 novembre 1949), è stato un ballerino e attore statunitense.

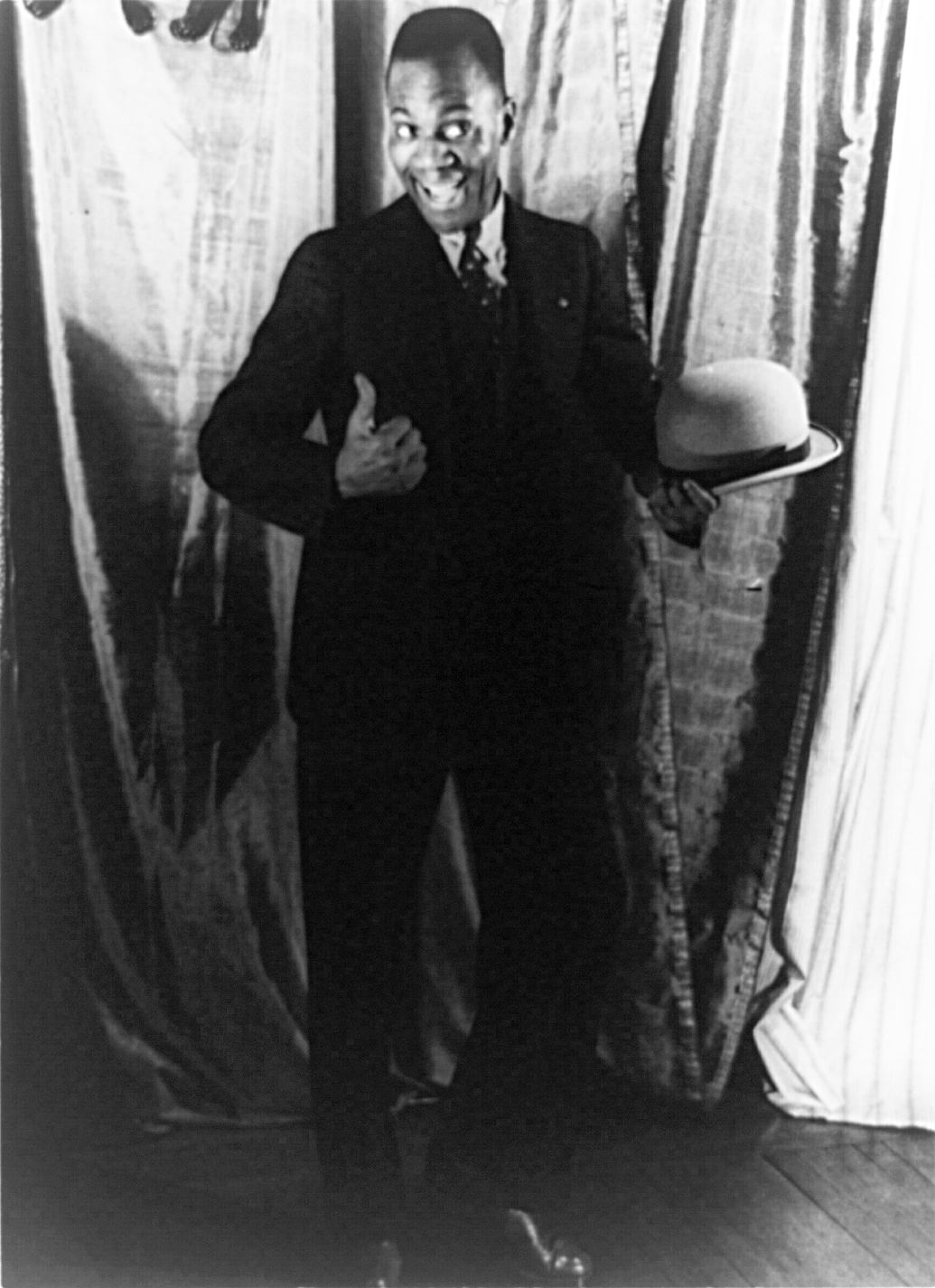
Bill "Bojangles" Robinson fotografato il 25 gennaio 1933 da Carl Van Vechten (foto Library of Congress)

Conosciuto come eclettico danzatore di tip tap, capace di sviluppare un personalissimo stile, lavorò negli anni trenta nel cinema a fianco della bambina prodigio Shirley Temple.
Attore a Broadway, "star" all'Hoofer's Club di Harlem, artista di vaudeville al Cotton Club in un periodo in cui i personaggi neri venivano interpretati da attori bianchi con il viso truccato di nerofumo e labbra dipinte di rosso, fu negli anni venti un esponente della Harlem Renaissance in lotta contro la segregazione razziale.

## Biografia

### Re del tip tap
Il soprannome del "re del tip tap" - Bojangles - è citato solo incidentalmente in una canzone country - Mr. Bojangles - divenuta un evergreen ed entrata stabilmente nel repertorio di diversi artisti, fra cui Bob Dylan, Robbie Williams e Nitty Gritty Dirt Band. Di tale canzone, scritta nel 1968 dal cantautore country Jerry Jeff Walker, era protagonista un performer di strada di New Orleans, un senzatetto soprannominato appunto Mr. Bojangles, conosciuto in carcere.
La figura di Robinson è stata rievocata nel film televisivo del 2000 Bojangles, del regista Joseph Sargent, e con l'interpretazione nel ruolo di "Bojangles" di Gregory Hines, candidato come migliore attore ai Premi Emmy 2001.
Che si esibisse nel teatro di una piccola città o in una grande sala di Broadway, Robinson dava sempre il meglio di sé, con un entusiasmo che seduceva il pubblico che lo vedeva recitare. Acclamato per il suo stile personale, innovatore e complesso, impersonava la noncuranza e l'eleganza insieme.
Usava dire che, in America, le buone maniere ed un comportamento educato possono condurre dove neanche il denaro può, qualsiasi sia il colore della pelle.

### Primi anni
Originario della Virginia, Robinson era nato da Maxwell, venditore di macchine, e da Maria Robinson, cantante di un coro, e fu cresciuto da una nonna dopo la prematura perdita dei genitori, ma i dettagli riguardo ai suoi anni giovanili sono legati essenzialmente a leggende molte delle quali perpetuate dallo stesso Robinson.
Sosteneva che il suo nome proprio di battesimo fosse "Luther" (un nome che non gli piaceva). Avrebbe proposto così al fratello minore Bill di cambiare con lui il suo nome. Nonostante il rifiuto di questi, Robinson decise di adottare Bill come primo nome. Il suo piatto preferito dell'infanzia era il pollo con i cereali.
A sei anni di età, Robinson per guadagnarsi di che vivere iniziò l'attività di cantante-ballerino (hoofer) in giardini di locali dove si consumava birra. Saltando pari pari gli studi, nel 1886 si unì alla compagnia teatrale Mayme Remington attiva a Washington, iniziando con questa una tournée. Fu in questo periodo che assunse il soprannome di Bojangles.
Nel 1891, all'età di dodici anni, passò in una compagnia di giro e nel 1905 cominciò a lavorare con George Cooper nel teatro di vaudeville, ottenendo un buon successo come performer di nightclub e di musical.

### Star di Broadway
Nei successivi venticinque anni fu una delle maggiori "star" di Broadway, apprezzata finalmente da un pubblico bianco dopo aver dedicato gran parte della sua carriera iniziale in teatri del circuito di colore.
Fu nel 1908 che incontrò a Chicago Marty Forkins, che divenne poi per lungo tempo suo manager. Sotto la sua tutela, Robinson maturò fino a diventare un completo attore da nightclub, capace di una paga di 3.500 dollari la settimana.
La notorietà che cresceva intorno alla sua figura includeva la creazione di un particolare stile di danza che egli vantava di aver ideato in occasione di un riconoscimento che li era stato assegnato dalla corona d'Inghilterra.
Personaggio eclettico, apprezzato per la sua carica di umanità, aveva un fisico di atleta che gli consentiva di correre a tempo di record lungo le 75 iarde di un campo da football americano. Nel 1939, nel giorno del suo sessantunesimo compleanno, percorse danzando il tratto dal Columbus Circle di Broadway fino alla 44ª strada.
A dispetto della notorietà acquisita, poco si sa del suo primo matrimonio con Fannie S. Clay, sposata a Chicago poco dopo la prima guerra mondiale, e da cui divorziò nel 1943, o del suo secondo matrimonio, contratto con Elaine Plaines, sposata il 27 gennaio 1944 a Columbus (Ohio).

### In guerra in Europa
Durante il primo conflitto mondiale Robinson servì dapprima come fuciliere del 15.mo reggimento fanteria degli Stati Uniti di stanza a New York, poi rinominato 369.mo Infantry Regiment; quindi, fu impegnato in Francia nella IV Armata in un gruppo soprannominato "Harlem Hellfighters". Pur impegnato fra le trincee, fu anche tamburo maggiore nella 369th "Hellfighters Band", la banda musicale del reggimento.
Verso la fine dell'epoca del vaudeville, un impresario bianco, Lew Leslie, produsse Blackbirds of 1928, una rivista nera per un pubblico bianco che presentava in scena Robinson ed altre "star" di colore. Da allora in avanti, il suo ruolo pubblico fu quello dell'artista per un pubblico bianco, con un tenue filo che ancora lo legava al mondo del black show-business. Conseguentemente, bianchi e neri svilupparono differenti opinioni su di lui, così come differenze di significato venivano attribuite al suo soprannome, "Bojangles" (un termine che potrebbe indicare la trasandatezza), che più realisticamente potrebbe essergli stato dato durante la campagna bellica in Francia, contraendo i termini "beau jongleur".

### A Hollywood con Zanuck
Al culmine della sua popolarità, di lui si accorse anche il cinema hollywoodiano attraverso il produttore cinematografico Darryl F. Zanuck che lo impiegò, sia pure specialmente in ruoli minori, in diversi film, fra cui The Littlest Colonel, The Littlest Rebel e In Old Kentucky, al fianco dell'enfant prodige Shirley Temple.
Nel 1939, Robinson ritornò a New York per interpretare il ruolo principale in Hot Mikado, una versione in chiave jazz dell'operetta di Arthur Sullivan e William S. Gilbert, prodotta da Mike Todd. Poi fu ancora a Hollywood nel 1943 per il film musicale Stormy Weather con i cantanti jazz Lena Horne, Cab Calloway e Fats Waller.

### La morte
Di spirito caritatevole, morì in povertà nel 1949 in seguito a problemi cardiaci. Il conduttore televisivo statunitense Ed Sullivan si accollò le spese dei funerali in segno di rispetto verso l'artista e verso l'uomo. Più di cinquecentomila persone parteciparono alle esequie seguendo il tragitto del corteo funebre da Harlem al cimitero Evergreens di Brooklyn. La sua bara fu scortata da grandi della musica: Duke Ellington, Cole Porter e Irving Berlin.

## Aneddoti
- Nel 1933, durante un soggiorno nella sua città natale, Richmond, vide due bambini attraversare una strada senza segnalazioni rischiando di essere investiti dalle numerose auto che transitavano. Si recò quindi al municipio per finanziare l'acquisto e l'installazione del primo semaforo della città. Quarant'anni dopo, nel 1973, una statua che lo raffigura è stata innalzata in un parco situato a breve distanza da quell'intersezione.
- Dal 1989 gli Stati Uniti celebrano il 25 maggio, giorno della nascita di "Bojangles" Robinson, il Tap Dance Day (festa del tip tap). Nell'occasione Broadway è interdetta alle automobili divenendo un'immensa pista da ballo ove chiunque può praticare i propri passi di tip tap.
- Il 10 dicembre 2013 una delle quattro medaglie d'oro vinte da Jesse Owens alle Olimpiadi di Berlino 1936, nelle quali Hitler voleva celebrare la supremazia ariana, è stata battuta a Los Angeles al prezzo più alto per un cimelio olimpico. Fu regalata dal velocista a un amico, che lo aiutò a trovare lavoro una volta tornato negli Stati Uniti. La medaglia è stata venduta da SCP Auctions per conto di Elaine Plaines-Robinson, moglie dell'attore e ballerino Bill "Bojangles" Robinson, che era un amico intimo di Owens prima di morire nel 1949. Owens è deceduto 31 anni dopo, nel 1980. Fu proprio l'atleta a donarla successivamente a Robinson, che lo aveva aiutato a trovare lavoro quando al ritorno in patria dopo i trionfi berlinesi quando le luci della ribalta si spensero fin troppo rapidamente su di lui, in un'America ancora fortemente segregazionista (Repubblica Sport).

## Filmografia
| Anno | Titolo                     | Ruolo           |
| ---- | -------------------------- | --------------- |
| 1929 | Hello, Bill                |                 |
| 1930 | Dixiana                    | Ballerino       |
| 1932 | Harlem is Heaven           | Bill            |
| 1933 | The Big Benefit            | sé stesso       |
| 1934 | King for a Day             | Bill Green      |
| 1935 | The Big Broadcast of 1936  |                 |
| 1935 | The Little Colonel         | Walker          |
| 1935 | The Littlest Rebel         | Zio Billy       |
| 1935 | In Old Kentucky            | Wash Jackson    |
| 1935 | Hooray for Love            | sé stesso       |
| 1937 | One Mile from Heaven       | Joe Dudley      |
| 1938 | Rebecca of Sunnybrook Farm | Aloysius        |
| 1938 | Up the River               | Memphis Jones   |
| 1938 | Cotton Club Revue          | sé stesso       |
| 1938 | Just Around the Corner     | Corporal Jones  |
| 1942 | Let's Scuffle              |                 |
| 1942 | By an Old Southern River   |                 |
| 1943 | Stormy Weather             | Bill Williamson |